# Crisi di Tangeri
La crisi di Tangeri, detta anche prima crisi marocchina, fu determinata nel 1905 dall'opposizione della Germania al tentativo della Francia di estendere il suo potere sul Marocco.
L'iniziativa coloniale francese scaturì dall'Entente cordiale con la Gran Bretagna e condusse alla reazione tedesca che si manifestò con la visita amichevole dell'imperatore Guglielmo II di Germania al sultano del Marocco Mulay 'Abd al-'Aziz a Tangeri.
La crisi, durante la quale si paventò una guerra fra Germania e Francia, terminò con la decisione del governo francese di cedere alla richiesta tedesca di indire una conferenza internazionale (Conferenza di Algeciras).

## I trattati e la situazione politica
Il trattato dell'Entente cordiale, firmato a Londra l'8 aprile 1904, definiva, nei primi due articoli, le sfere d'influenza di Francia e Gran Bretagna in Africa settentrionale. Il patto disponeva lo status quo in Egitto, che era già sotto il controllo britannico e su cui la Francia non avrebbe più avuto nulla da reclamare, e l'allargamento della sfera d'influenza francese al Marocco. Quest'ultima parte dell'accordo però, se attuata, avrebbe portato la Francia a infrangere i termini della convenzione di Madrid del 1880. Tale convenzione, sottoscritta da 8 nazioni (fra cui la Germania), prevedeva infatti uguali diritti nell'area per tutti i firmatari.
Oltre all'Entente cordiale con la Gran Bretagna, la Francia aveva stipulato un altro accordo che risaliva al 14-16 dicembre 1900, con l'Italia. Il patto concedeva mano libera alla Francia sul Marocco e all'Italia sulla Libia. Inoltre la Francia aveva concluso un accordo segreto con la Spagna, siglato il 3 ottobre 1904. Forte di questi accordi, il ministro degli Esteri francese Théophile Delcassé avvisò i governi interessati che la Francia intendeva spingere la sua influenza sul Marocco, evitando però di contattare proprio quello della Germania, che avrebbe contestato la sua decisione. La situazione internazionale della Francia non era però solida, perché la sua alleata, la Russia, era in gravi difficoltà per la guerra russo-giapponese e per i moti del gennaio 1905. La Germania si sentì, così, abbastanza forte da opporsi con decisione alla manovra coloniale francese.

## La visita di Guglielmo II a Tangeri

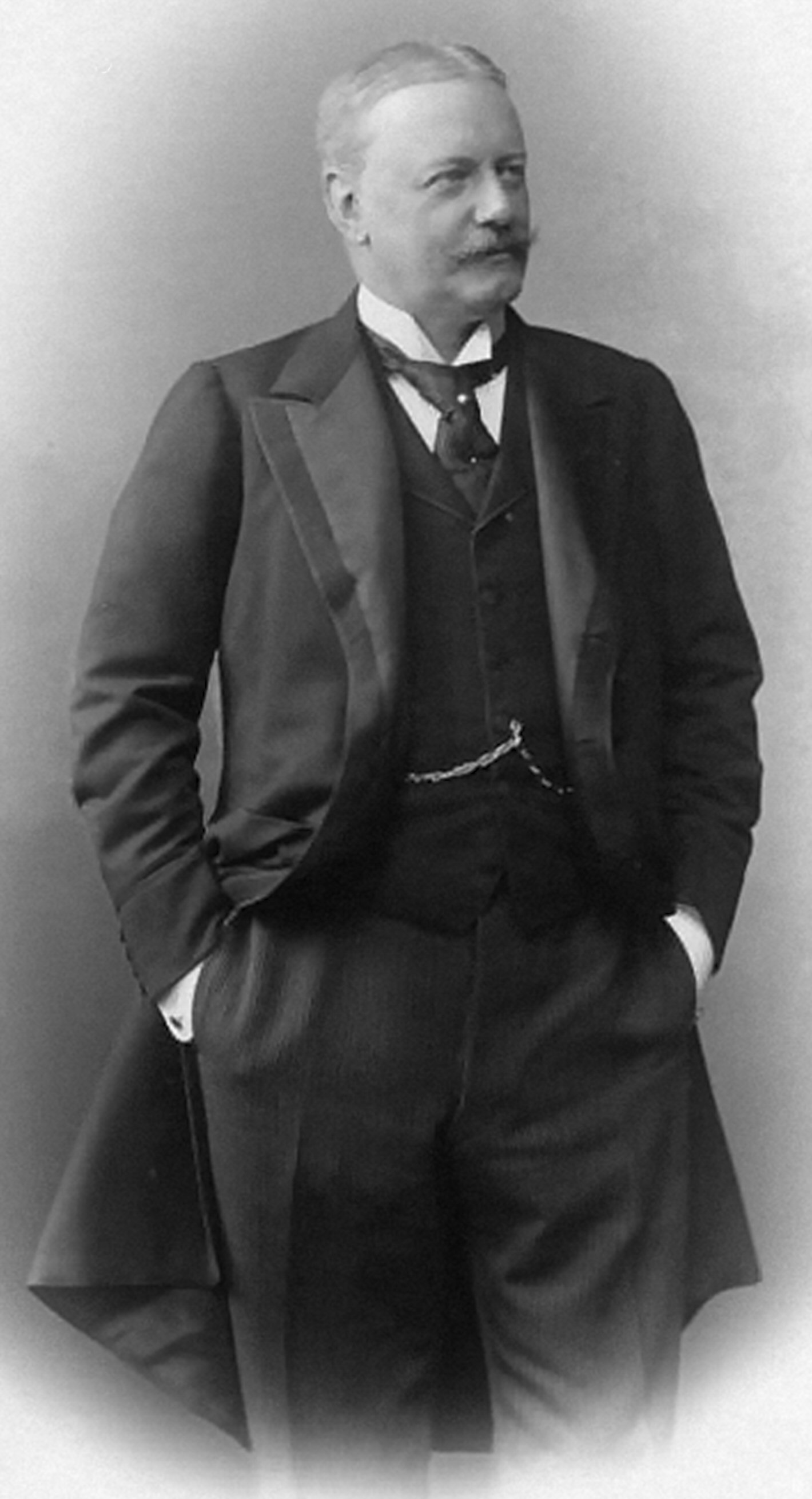
Il Cancelliere tedesco Bernhard von Bülow convinse Guglielmo II ad aprire la crisi.

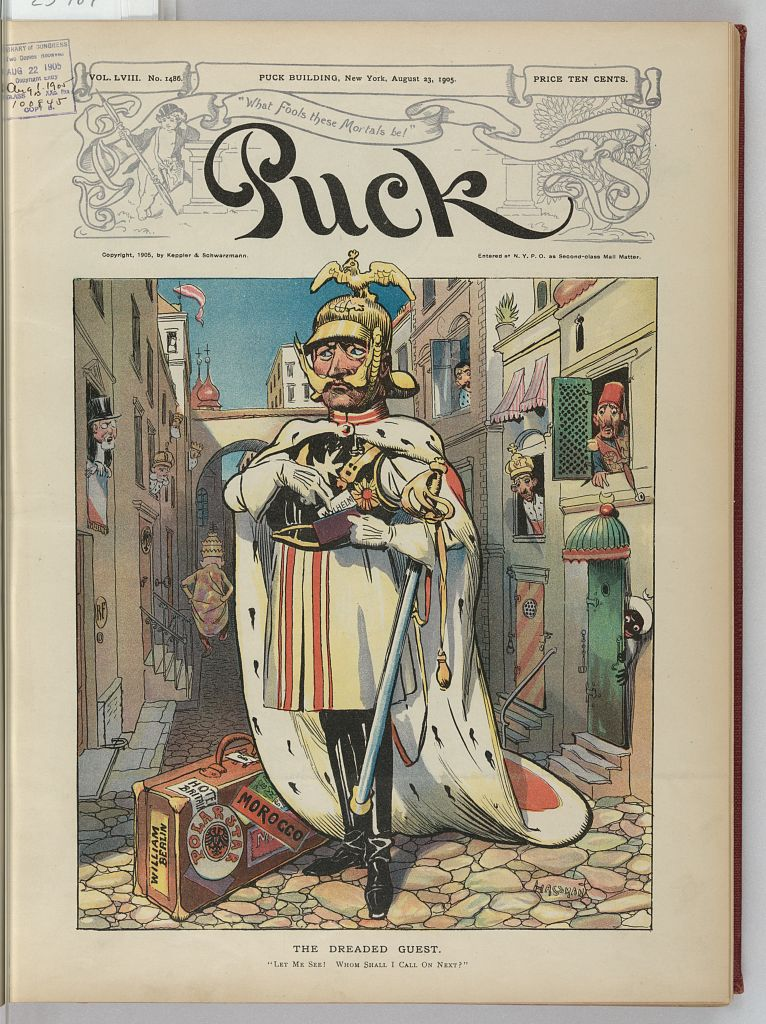
Il giornale americano Puck definisce Guglielmo II di Germania il "temuto ospite" in Marocco.

In Marocco, la prima avvisaglia della pressione francese avvenne il 21 febbraio 1905. Quel giorno, l'ambasciatore francese pretese dal sultano Mulay 'Abd al-'Aziz che iniziasse a far istruire le sue truppe da ufficiali francesi ed esigesse i dazi sotto la sorveglianza di funzionari francesi. Il sultano si rivolse al governo tedesco e chiese in particolare se l'affermazione dell'ambasciatore, che presentava le sue richieste in nome dell'Europa, corrispondesse a verità. Al Cancelliere tedesco Bernhard von Bülow «sembrò necessario rammentare a Parigi l'esistenza dell'Impero Germanico».
Intanto il Kaiser Guglielmo II si accingeva a partire per una crociera nel Mediterraneo. Prima di passare lo stretto di Gibilterra era prevista una tappa a Tangeri, alla quale il governo tedesco, visti gli sviluppi della politica francese, attribuì lo scopo di appoggiare i marocchini nei loro sforzi per mantenere l'indipendenza.
Inizialmente, il Kaiser non accolse con entusiasmo l'idea di visitare il Marocco, dato che ci vide un atto politico di una certa gravità e durante la crociera (che comprese una tappa a Lisbona per una visita al re Carlo I di Portogallo), ricevette cinque telegrammi dal Cancelliere Bülow che lo esortavano a includere Tangeri nel suo itinerario.
Il 31 marzo, Guglielmo II sbarcò a Tangeri dalla nave di linea Hamburg, scortata dall'incrociatore corazzato Friedrich Carl. e informò l'ambasciatore francese che con la sua visita sottolineava la richiesta tedesca di libertà commerciale e di uguali diritti, e che considerava il sultano Mulay 'Abd al-'Aziz capo di una nazione indipendente. Dopo aver conferito anche con lo zio del Sultano, incaricato di riceverlo, fece ritorno all'Hamburg, che salpò per Gibilterra. La crisi era ufficialmente aperta.

## L'apertura della crisi

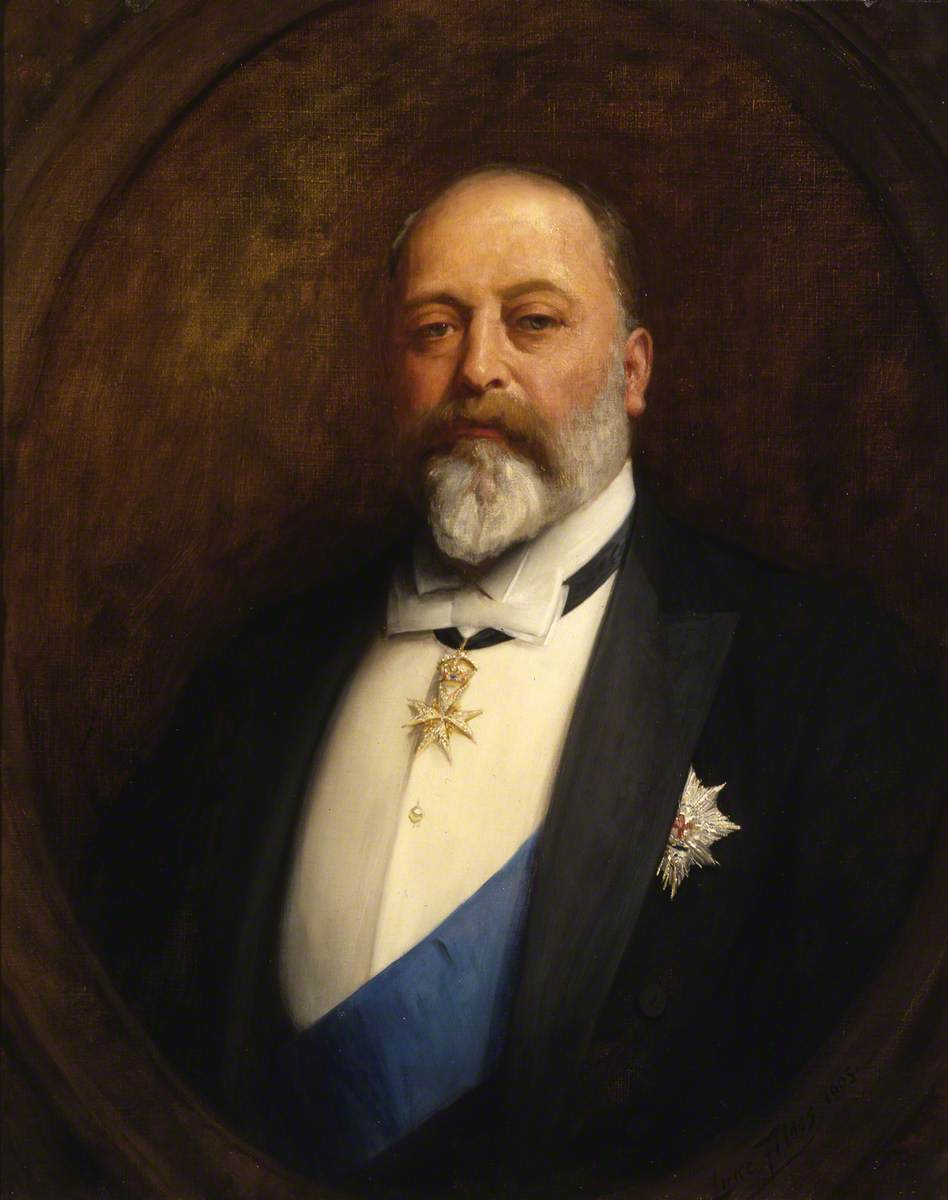
Edoardo VII del Regno Unito considerò nociva l'azione di Guglielmo II a Tangeri.

In Inghilterra, re Edoardo VII dichiarò che lo sbarco a Tangeri era stata l'iniziativa più nociva e ingiustificata intrapresa dall'imperatore tedesco da quando era salito al trono. Ma l'ammiraglio britannico John Fisher, andò ben oltre e in una dichiarazione al ministro degli esteri Lord Lansdowne arrivò ad affermare: «Sembra un'occasione d'oro per combattere la Germania alleati della Francia, e spero che lei saprà approfittarne [...] Potremmo avere la flotta tedesca, il canale di Kiel e lo Schleswig-Holstein in una quindicina di giorni».
Il Cancelliere Bülow, intanto, mandava Christian von Tattenbach (1846-1910), ambasciatore a Lisbona, a Fès per rafforzare la posizione del Sultano e respingere le pretese francesi.
Nello stesso tempo, il 19 aprile 1905, in Francia, la posizione del ministro Delcassé iniziava a farsi difficile. In una seduta alla Camera fu attaccato dai socialisti e solo tiepidamente appoggiato dal presidente del Consiglio Maurice Rouvier. Mentre, tutti i governi le cui nazioni avevano collaborato al Trattato di Madrid del 1880, furono invitati dal sultano, su consiglio di Bülow, ad una conferenza sul Marocco.
Sia Bülow, sia “l'eminenza grigia” degli ambienti governativi tedeschi, il consigliere Friedrich von Holstein, erano convinti, infatti, che ad una conferenza internazionale, la Francia non sarebbe mai riuscita a farsi riconoscere il Marocco. Benché la conferenza fosse reclamata non tanto per definire la questione marocchina, quanto per dimostrare la potenza e il prestigio della Germania. A Londra, lo sbarco del Kaiser a Tangeri aveva suscitato maggior risentimento che a Parigi. Il ministro Lansdowne, temendo che la Francia potesse mettere a tacere la Germania con l'offerta di un porto sulla costa atlantica del Marocco, il 22 aprile si dichiarava pronto ad opporre una «decisa resistenza» all'acquisto da parte della Germania di una base navale, fra l'altro così distante dal Mare del Nord, dove stava convergendo gran parte della Royal Navy.
Delcassé dovette a questo punto capire fin dove poteva osare. Se agire ancora con una semplice pressione politica sul sultano, oppure proporre al proprio governo di giocare la carta dell'invasione del Marocco dall'Algeria. Per questa eventualità, egli si sentiva forte del sostegno inglese che nessun trattato, però, assicurava si sarebbe trasformato in appoggio militare. E la Germania, con l'esercito più potente d'Europa, avrebbe attaccato la Francia approfittando della debolezza del suo alleato, la Russia? Per carpire le intenzioni del governo tedesco, Delcassé decise di inviare a Berlino un suo stretto collaboratore, il funzionario Maurice Paléologue.

## La missione Paléologue
Nei giorni seguenti all'arrivo nella capitale tedesca, il 23 aprile 1905, l'idea che si formò Paléologue, ascoltando varie fonti, fu che la Germania non voleva la guerra, ma che non avrebbe esitato a farla per salvaguardare i suoi diritti sul Marocco. Né un intervento della Gran Bretagna sarebbe bastato a fermarla. Nei circoli militari tedeschi, infatti, date le difficoltà sofferte dalla Russia, si riteneva che il momento fosse favorevole ad un conflitto con la Francia. Un informatore segreto assicurò inoltre Paléologue che Holstein era più influente e più francofobo che mai. Quando il Cancelliere Bülow o l'Imperatore apparivano ammorbidirsi con la Francia, Holstein si rivolgeva allo stato maggiore dell'esercito che interveniva subito di rincalzo. Tornato a Parigi il 26 aprile, Paléologue dichiarò a Delcassé: «Sul terreno su cui vi siete messo, non potete sperare in un successo contro la Germania, perché su questo terreno essa arriverà fino alla guerra, e l'opinione pubblica francese non vi seguirà».

## Delcassé in difficoltà

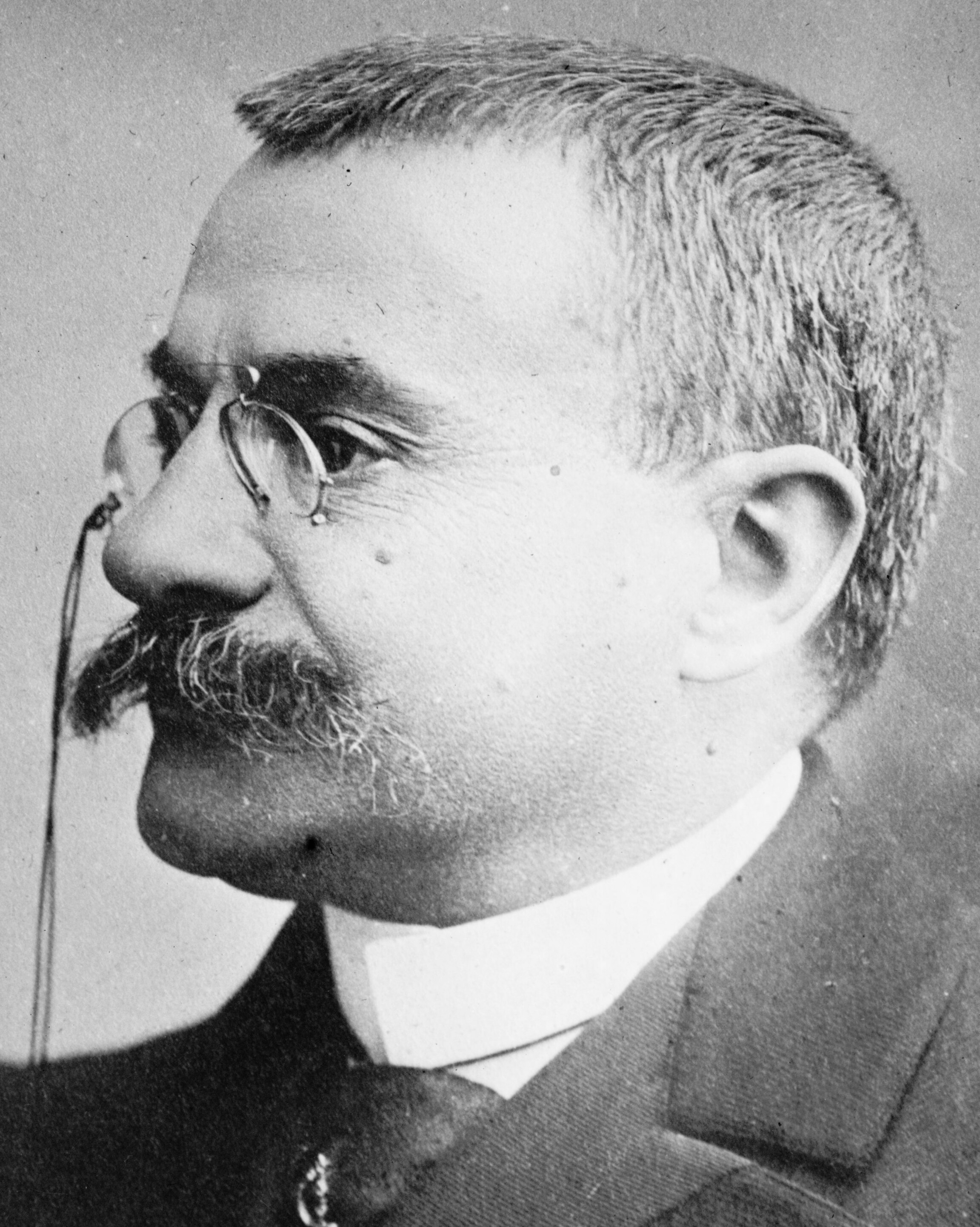
Il ministro francese Théophile Delcassé, acceso sostenitore dell'intervento francese in Marocco, fu costretto a dimettersi.

Un altro elemento a favore della Germania, e contro Delcassé, consisteva nella moderazione del presidente del Consiglio francese Rouvier, il quale era convinto che Delcassé avrebbe condotto la Francia ad una guerra che a sua volta avrebbe portato ad una sconfitta o ad una rivoluzione. Il giorno del ritorno di Paléologue a Parigi, il 26 aprile 1905, Rouvier confidò le sue perplessità all'ambasciatore tedesco Hugo von Radolin (1841-1917), offrendo così alla Germania l'appoggio di cui la sua politica aveva bisogno.
Una visita in Francia di Edoardo VII e l'appoggio dello zar Nicola II incoraggiarono tuttavia Delcassé a proseguire lungo la strada della fermezza. Ma alcuni ambienti militari francesi temevano il peggio; benché nessuno potesse sapere fin dove i “falchi” tedeschi (Holstein e lo stato maggiore) sarebbero potuti arrivare.

### L'intervista delGaulois
A tale proposito, il giornale francese Gaulois in quei giorni pubblicò un'importante intervista ad uno degli uomini più ricchi e influenti della Germania: l'industriale e finanziere Guido Henckel von Donnersmarck (1830-1916). Questi, probabilmente ispirato da Bülow rilasciò, in sintesi, le seguenti dichiarazioni:

«Voi avete l'aria di non sospettare la gravità degli avvenimenti che si preparano. L'imperatore e il popolo germanico sono irritati nel vedervi respingere [...] gli sforzi che essi fanno per stabilire con voi quelle relazioni di cortesia che debbono correre fra le nazioni civili». E dopo aver elencato gli episodi di attrito tra Germania e Francia, «Questa politica è della Francia, o dobbiamo considerarla come il concepimento personale del Signor Delcassé? Se credete che il vostro ministro degli Esteri abbia impegnato il Paese in una via troppo avventurosa, fatelo sapere, separandovi da lui [...] La persona del signor Delcassé ci importa poco, ma la sua politica è una minaccia per la Germania [...] In una guerra contro la Germania [...] se foste vinti, com'è probabile, la pace non sarebbe firmata che a Parigi».

### Rouvier e Londra

Il primo ministro francese Rouvier temeva la politica antigermanica di Delcassé.

Il 12 maggio 1905, cedendo alle istanze dei suoi più stretti collaboratori, Delcassé ordinava all'ambasciatore francese a Londra, Paul Cambon, di mettere la Gran Bretagna alle strette. Si chiedeva chiarezza su un eventuale impegno militare nel caso di un attacco tedesco alla Francia. Tre giorni dopo, però, il presidente del consiglio Rouvier, si pronunciava categoricamente contro l'apertura di tali trattative. Il timore era che se i tedeschi fossero venuti a sapere di questi negoziati avrebbero attaccato subito la Francia, prima che un eventuale accordo difensivo fosse stato stipulato.
In Marocco, intanto, aizzato dal collaboratore di Holstein, Christian von Tattenbach (1846-1910), il sultano manteneva fermi i diritti della sua piena sovranità. Per cui tutto rimaneva come in uno stato di febbrile sospensione, fin quando, il 28 maggio 1905, si ebbe la notizia che la flotta russa dopo una lunghissima traversata era stata completamente distrutta dalla flotta giapponese nella battaglia di Tsushima. La potenza militare e il prestigio della Russia erano compromessi per i mesi a venire, e anche la posizione della Francia, sua alleata, si indeboliva.
Per ironia della sorte, proprio il giorno prima di Tsushima, il 27 maggio, il ministro della Guerra francese Maurice Berteaux (1852-1911) assicurava Delcassé che l'esercito tedesco non sarebbe stato pronto ad una guerra fino al giugno 1906.
Nonostante ciò, Delcassé si trovava sempre più isolato conservando tenacemente la sua posizione verso il Marocco. Egli arrivò ad assicurare decisamente e ripetutamente ai ministri suoi colleghi, che in caso di attacco tedesco la Gran Bretagna era pronta a far sbarcare in Germania, nello Holstein, fino a 150 000 uomini, i quali avrebbero inevitabilmente sottratto truppe tedesche al confine con la Francia.

## Dimissioni di Delcassé
Il 4 giugno si determinò l'avvenimento risolutore: i servizi segreti francesi decifrarono un telegramma che l'ambasciatore tedesco a Roma Anton Monts aveva inviato al ministro degli Esteri italiano Tommaso Tittoni. L'ambasciatore tedesco avvertiva: «Il Governo tedesco ha motivo di ritenere che il signor Saint-René-Taillandier, inviato a Fès, abbia minacciato il Sultano di fare occupare militarmente certi punti del Marocco, per obbligarlo a respingere le richieste della Germania. Se le truppe francesi oltrepassano il confine marocchino, come seguito a tale minaccia, le truppe tedesche varcheranno immediatamente il confine francese». Fu una invenzione e una mossa di Bülow per accelerare la fine di Delcassé.
Informato del telegramma, il giorno dopo, il presidente del Consiglio Rouvier si recò all'Eliseo, dove disse al presidente della Repubblica Émile Loubet: «Delcassé ci conduce alla guerra. Tra lui e me non vi è più collaborazione possibile. Domani obbligherò il Consiglio dei ministri a scegliere tra la sua politica e la mia; domani uno di noi due avrà lasciato il potere».
Il 6 giugno 1905 fu tenuto a Parigi il Consiglio dei ministri decisivo. Delcassé sostenne che, se la Francia insisteva saldamente nel suo rifiuto della Conferenza sul Marocco, la Germania avrebbe ceduto, e cioè preferito una umiliazione alla guerra. Il presidente del Consiglio Rouvier espresse la convinzione che Delcassé si ingannava se credeva che la Germania stesse bluffando e il Consiglio dei ministri votò per la partecipazione alla Conferenza sul Marocco, quindi, contro Delcassé. Questi allora si alzò, dichiarò di dimettersi dal governo.
Il giorno delle dimissioni di Delcassé, Guglielmo II conferì al Cancelliere tedesco Bülow, il titolo di principe. La Conferenza sul Marocco si tenne in Spagna, ad Algeciras, nel 1906.